# リチャード・ジュエル
リチャード・アレンズワース・ジュエル（英語：Richard Allensworth Jewell、出生名：Richard White、1962年12月17日 - 2007年8月29日）は、アメリカ合衆国の警備員であり、警察官。
1996年、アトランタ夏季オリンピックに伴い完成したジョージア州にあるセンテニアル・オリンピック公園で発生したセンテニアル・オリンピック公園爆破事件の際、ジュエルは公園の敷地内で3個のパイプ爆弾が入ったリュックを発見し、第一発見者として警察に通報し爆発する前に避難指示を出したことで多くの人命を救うことに成功した。しかし、その後長期に渡り爆弾を仕掛けた犯人の容疑が掛けられており、これは、「法執行機関と報道機関の行き過ぎの象徴」として悪評を招く結果となった。

## 経歴
1962年12月17日、バージニア州ダンビルで父ロバート・アールと母ボビのホワイト夫妻の間にリチャード・ホワイトとして生まれるが、4歳のときに両親が離婚し、母の再婚相手であるジョン・ジュエルの養子となってリチャード・ジュエルとなる。
1996年アトランタオリンピックが開催されているあいだ、彼は警備員の職に就いていた。1996年7月27日、センテニアル・オリンピック公園のベンチの下に不審なバックパックが置かれていることを発見したジュエルは、ジョージア州捜査局の捜査員に通報し、周囲にいる人々を立ち退かせはじめた。その13分後、バックパックに仕込まれていたパイプ爆弾が爆発した。これにより2人が死亡、100人以上が負傷した。また、この発見は真犯人であるエリック・ルドルフが911番に爆破予告を行う9分前のことであった。

## 捜査とメディア報道
初期の報道では、不審な小包を発見し避難を促したジュエルを英雄として称賛した。その3日後、アトランタ・ジャーナル・コンスティチューション紙は、FBIが単独犯である犯罪プロファイルに基づき、ジュエルを事件の容疑者として扱っていることを明らかにした。その後数週間、ニュースメディアはジュエルを「要注意人物」と位置付け、犯人と推定されるジュエルに積極的に注目した。メディアは、程度の差こそあれ、ジュエルを堕落した法執行官として描き、爆弾を発見することで英雄になるために爆弾を仕掛けたかもしれないとした。
ニューヨーク・タイムズ紙は、ジュエルが容疑者対象から外された1996年10月「多くの法執行機関の関係者が、彼に不利な証拠が一切無く、彼を除外するような証拠もあったにもかかわらず、ジュエルが爆弾テロに関与していると考えていると数ヶ月前から内々に語っていた」と報じている。
ジュエルが正式に起訴されることはなかったが、FBIは彼の経歴を調査し、彼の自宅を2度にわたって徹底的に捜索し、仲間に尋問を行い、24時間体制で彼を監視し続けた。圧力が和らぎ始めたのは、ジュエルの弁護士が元FBI捜査官を雇ってポリグラフを実施させ、ジュエルがそれに合格した後であった。1996年10月、彼を捜査の対象から外すことが正式に発表されたことにより、ジュエルの容疑は晴れた。
事件の真犯人であるエリック・ルドルフは2003年に逮捕され、裁判で終身刑が確定した。
この行き過ぎたFBIの捜査に対し、当時の司法長官であるジャネット・レノも「この様なことが起きて大変残念であり、私達は彼に謝罪すべきであり、捜査情報の漏洩にも遺憾の意を表明します（I'm very sorry it happened. I think we owe him an apology. I regret the leak.）」と個人的に遺憾を発表した。
その後、司法省の調査により、FBIはジュエルに爆弾探知に関する訓練映画に参加すると言って憲法上の権利を放棄させようとしたことが判明しているが、報告書には「ジュエルの市民権に対する意図的な侵害はなく、犯罪行為もなかった」と結論付けられた。

## 訴訟
2007年8月29日、ジュエルは一連の報道により名誉を傷つけられたとして、NBC、ニューヨーク・ポスト、CNN、アトランタ・ジャーナル・コンスティテューションの発行元であるコックス・エンタープライズ、ピーモンド大学などを相手取り訴訟を起こした。中でもアトランタ・ジャーナル・コンスティテューションを訴えた理由について、同紙の見出し「FBI『英雄』警備員が爆弾を仕掛けた可能性を疑う」が旋風の始まりであったとジュエルは述べている。ある記事でジュエルの事件を連続殺人犯ウェイン・ウィリアムズの事件と比較した。
コックス・エンタープライズとの裁判では彼の主張は退けられたが、それ以外の裁判では和解金を受け取ることで合意した。
新聞社はジュエルと和解しなかった唯一の被告であった。この訴訟は数年間係争中であり、一時はジョージア州最高裁判所によって検討され、ジャーナリストに情報源の開示を強制できるかどうかに関する判例法の重要な部分となっていた。2007年にジュエルが亡くなった後も、ジュエルの遺産管理団体は訴訟を続けたが、2011年7月、ジョージア州控訴裁判所はジュエルに有利な判決を下し閉廷した。裁判所は「記事全体が掲載された時点で実質的に真実であるため、たとえ調査員の疑惑が最終的に根拠がないとみなされたとしても、名誉毀損訴訟の基礎を形成することはできない」と結論付けた。なお、訴訟目的は金銭に関するものでは無く、あくまで自身の汚名を晴らすためのものであり、和解金の大半は訴訟費用と弁護士費用に充てられたと述べている。

## その後
事件後、ジュエルはジョージア州ベンダーグラスで警察官として、メリウェザー郡では郡保安官補を務めるなど、法執行官の職を転々とした。
2006年、ジョージア州知事ソニー・パーデューは、襲撃時の救助活動に関しジュエル氏を称え、人々の命を救ったことに対し「英雄として記憶されるに値する」と公的に感謝を述べている。

### 死去
ジュエルは、ジョージア州ウッドベリーの自宅で死去した。2007年2月に2型糖尿病と診断されるなど晩年は健康に問題を抱えており、司法解剖の結果、ジュエルの死因は糖尿病と関連する肥満合併症を伴う重度の心臓病であった。44歳没。

## 大衆文化
クリント・イーストウッドが監督を務めた2019年の伝記映画『リチャード・ジュエル』は、ジュエルの生涯を題材としており、ポール・ウォルター・ハウザーがジュエルを演じている。
2023年8月24日、テレビ番組「奇跡体験!アンビリバボー」で、世界をザワつかせた衝撃事件として、センテニアル・オリンピック公園爆破事件について放送された。 